# たむらようこ
たむら ようこ（1970年12月15日 - ）は、日本の放送作家で、女性ばかりのテレビ番組制作会社「ベイビー・プラネット」代表取締役社長。慎吾ママの生みの親として知られる。

## 経歴
福岡県福岡市出身。中高校時代は陸上部に所属。短距離走、走り幅跳びで県大会入賞常連。福岡県立福岡中央高等学校、早稲田大学第二文学部卒業。従妹は漫画家の八谷美幸。祖母は和裁の先生、母は日舞の先生という流れで趣味は着物。
もともと地元のコンピュータソフト開発会社に入社内定をもらっていたが、テレビ番組制作会社に間違い電話をかけてしまい、その流れで就職説明会に参加することになり入社。ADを経て放送作家に。
2001年、女性社員のみの制作会社ベイビー・プラネットを設立。「母性のチカラで世の中を優しく変えていく」をキャッチフレーズに多くのコンテンツを制作。2006年、結婚。現在は一児の母。
番組構成以外にもシンポジウムのパネリストや番組出演など活動は多岐にわたる。
2009年、癌が見つかり5年生存率17％と言われるも完治し復帰。以来、医療番組も積極的に手掛ける。

## 担当番組
- サザエさん
- めざましテレビ
- サラメシ
- めざましどようび
- まかないメシ食べまくり!!シリーズ
- サタデープラス
- シナぷしゅ
- サスティな!〜こんなとこにもSDGs〜

など

### 過去の担当番組
- サタ☆スマ
- 世界バリバリ★バリュー
- タモリのジャポニカロゴス
- たけしの万物創世紀
- F2スマイル
- 天才!トコロ店
- ザ・ジャッジ! ～得する法律ファイル
- メントレG
- カスペ!誰も教えてくれない年金の疑問解決シリーズ
- 発掘!あるある大事典II
- ガチャガチャポン!
- 近未来予報ツギクル
- グータンヌーボ
- 祝女
- ママモコモてれび
- ママ大好き!
- はじめて記念日
- クイズ$ミリオネア
- 世界の日本人妻は見た!
- ドクターG
- テストの花道
- Rの法則

### 作詞
- ママモコモたいそう～ほめてほめてのうた～

### 脚本
- サザエさん（2011年11月6日放送「タラちゃんお手伝い」）
- おじゃる丸

### 出演
- NEWS23（TBSテレビ）
- TV強制合宿!?（タブーな番組企画会議）（テレビ朝日）
- BPO青少年委員会シンポジウム『デジタルネイティブはテレビをどう見ているか?』
- 朝日新聞生き方カレッジ『家族を支える 家族が支える』
- アイドリング!!!
- 勝間和代デキビジ
- ミント! 金曜日コメンテーター（MBSテレビ、月に1回程度出演）
- Changeの瞬間 〜がんサバイバーストーリー〜（2023年3月19日 - 26日、朝日放送ラジオ）[3][4]